# Faílde
Faílde fut une freguesia portugaise du concelho de Bragance, qui avait une superficie de 15,7 km2 pour une densité de population de 9,6 hab/km2 avec 150 habitants en 2011.
Elle disparut en 2013, dans l'action d'une réforme administrative nationale, ayant fusionné avec la freguesia de Parada  pour former une nouvelle freguesia nommée União das Freguesias de Parada e Faílde.
Elle fut ville et sede de concelho jusqu'au début du XIXe siècle. Elle était constituée des freguesias de Faílde et de Carocedo, qui aujourd'hui fait partie de la première, et avait comme nom concelho de Faílde et de Carocedo.